# Edwin Plimpton Adams

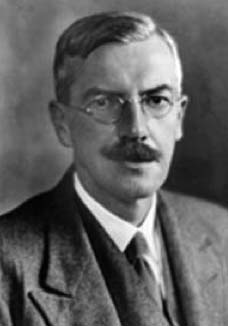
Edwin Plimpton Adams

Edwin Plimpton Adams (* 23. Januar 1878 in Prag; † 31. Dezember 1956 in Princeton, New Jersey) war ein US-amerikanischer Physiker tschechischer Abstammung.
Er studierte in Cambridge (Mass.), Berlin, Göttingen und Cambridge (Engl.), promovierte 1904 in Cambridge (Mass.) und war seit 1909 Professor der Physik an der Universität Princeton. 1945 wurde er dort emeritiert. Seit 1915 war er Mitglied der American Philosophical Society.
Zusammen mit dem Mathematiker Richard Lionel Hippisley (1853–1936) verfasste er das bekannte Nachschlagewerk Smithsonian Mathematical Formulae and Tables of Elliptic Functions.

## Veröffentlichungen
Smithsonian Mathematical Formulae and Tables of Elliptic Functions: Mathematical Formulae, Smithsonian Institution, Washington, 1922. ISBN 978-9-35397-452-7.